# Pod Lasem (Jagodne)
Pod Lasem – część wsi Jagodne leżąca w województwie mazowieckim, w powiecie garwolińskim, w gminie Garwolin.
W latach 1975–1998 Pod Lasem administracyjnie należało do województwa siedleckiego.